# Kloster Und

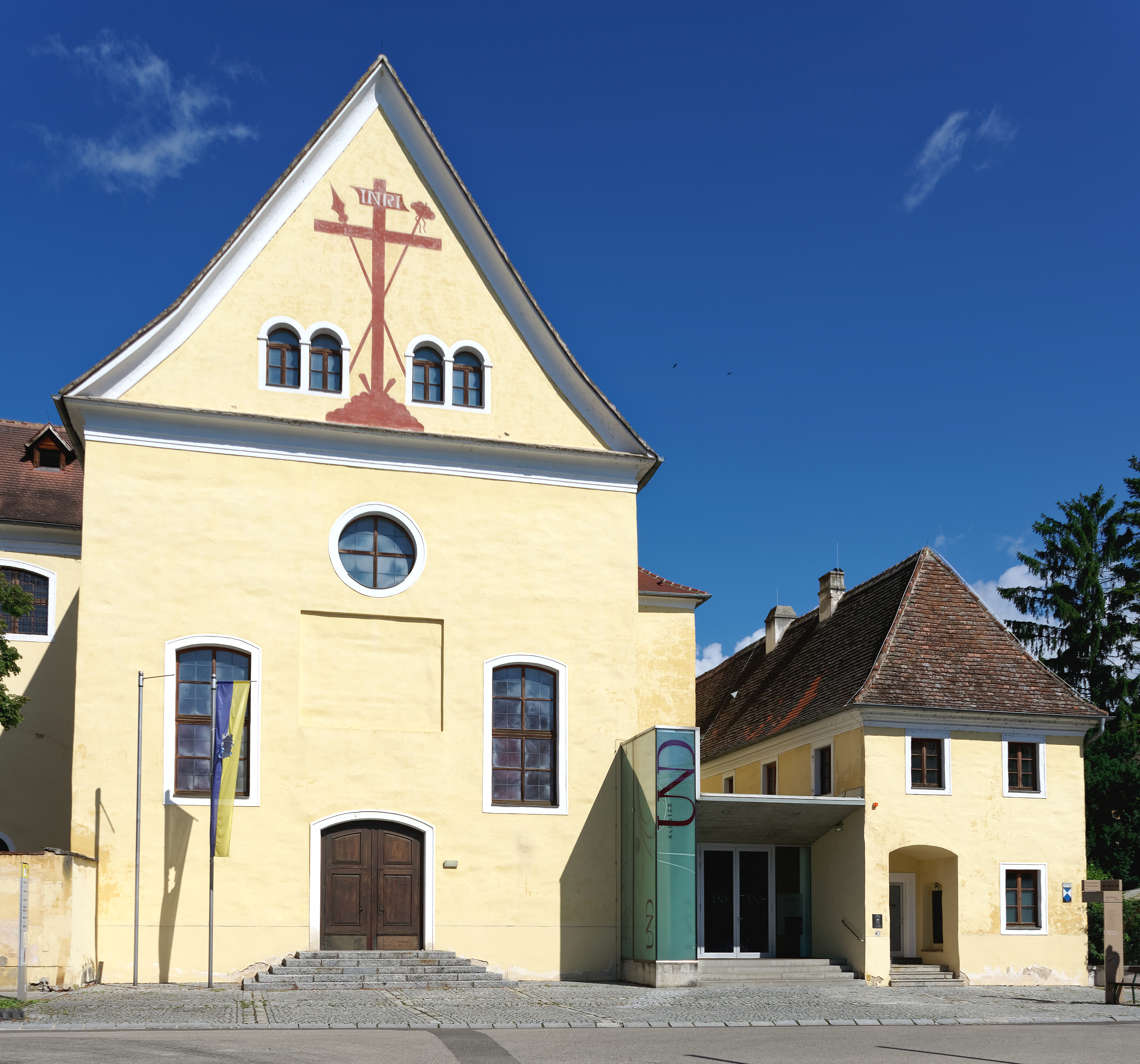
Das renovierte ehemalige Kloster (2021)

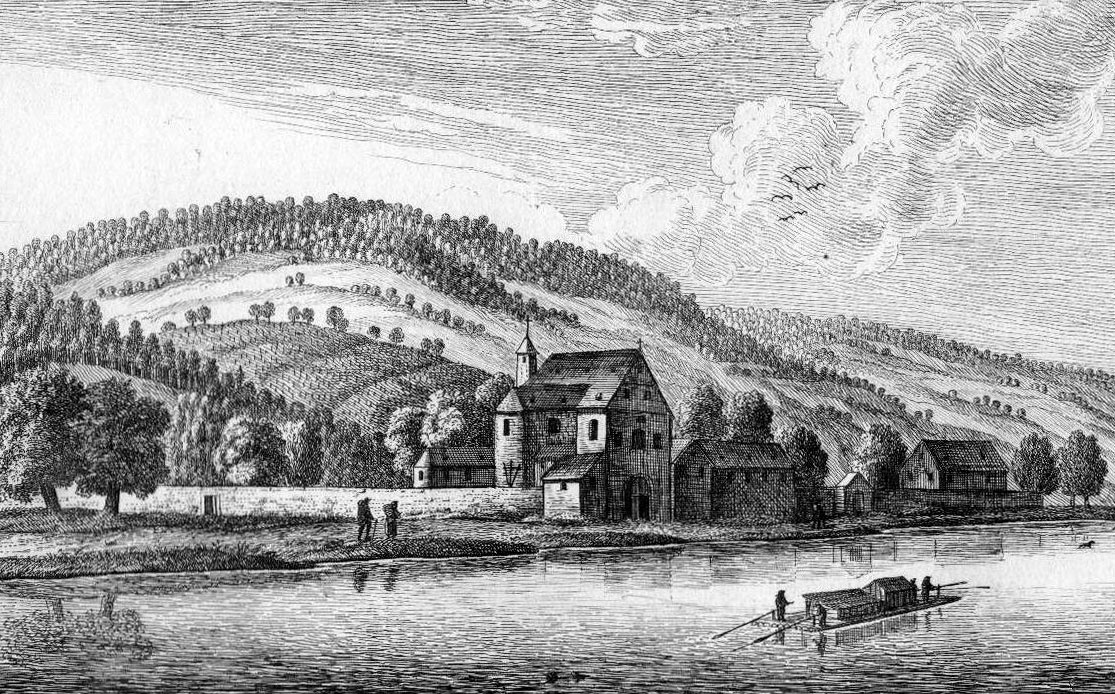
Kloster Und, Radierung um 1780

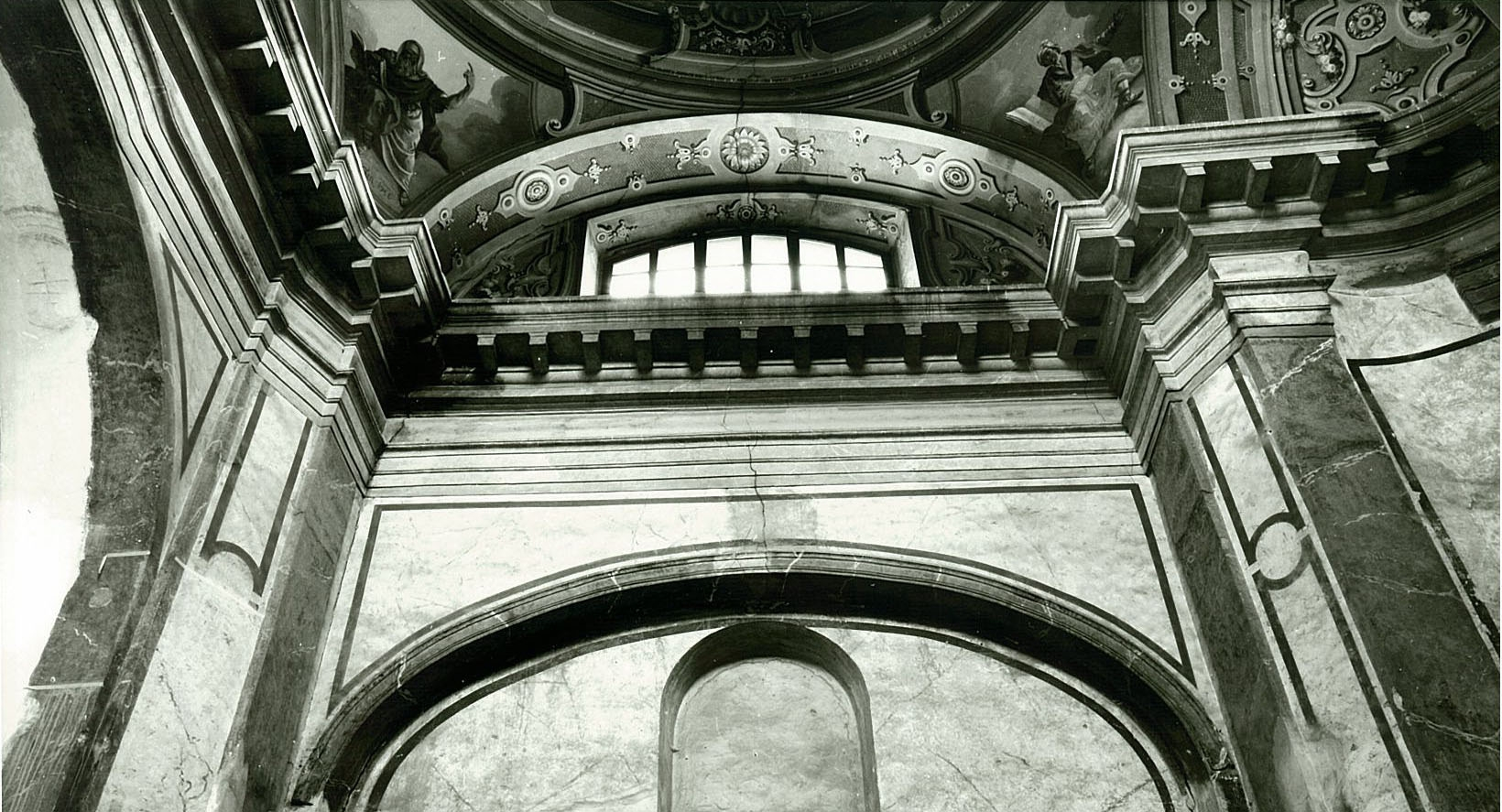
Ehem. Kloster Und, Kapelle, umlaufendes Kranzgesimse

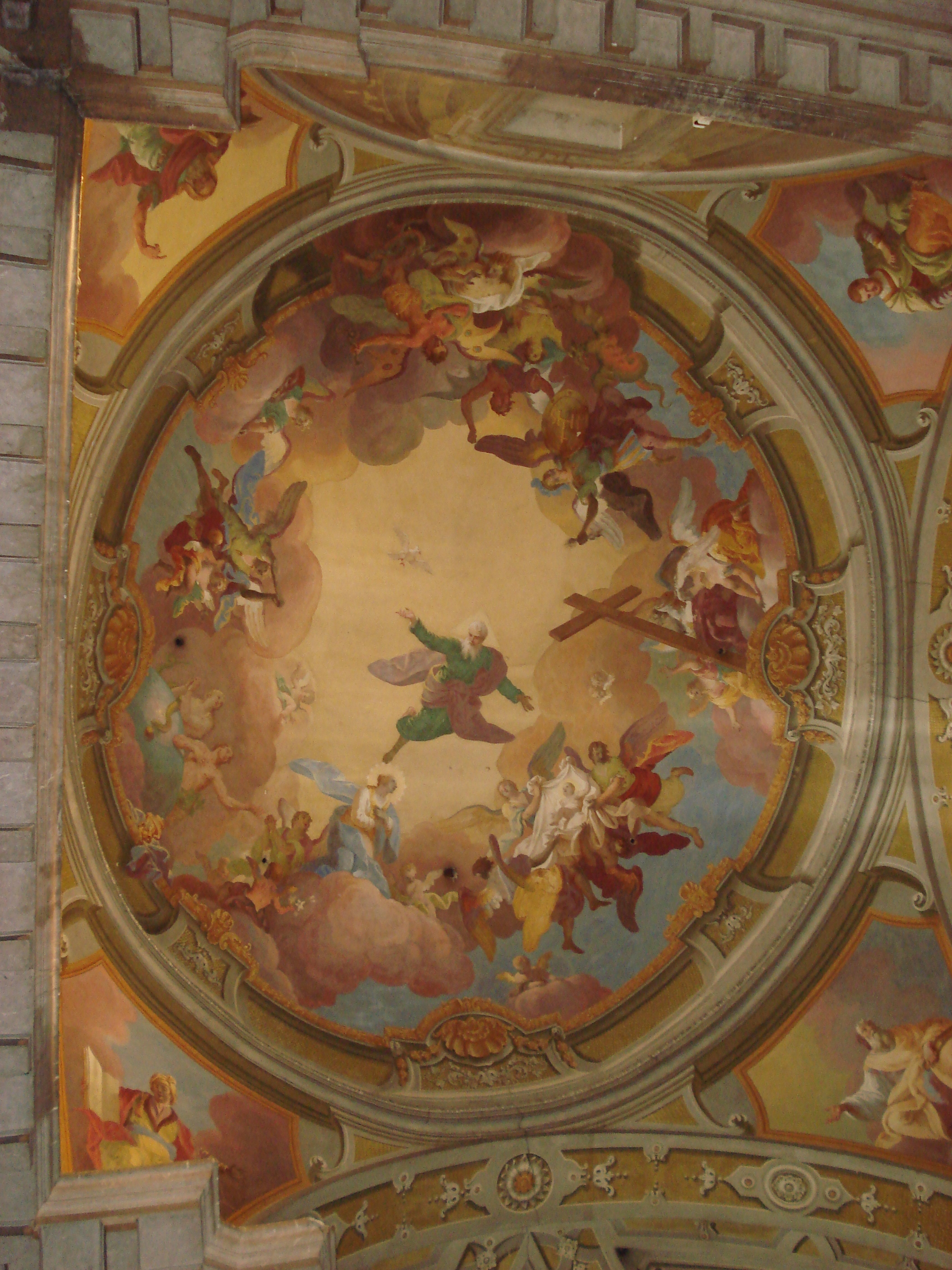
Ehem. Gnadenkapelle Und, Kuppelfresko von Daniel Gran, 1756

Das Kloster Und in Krems in Niederösterreich war ein Kapuzinerkloster und Marienwallfahrtsort der Gegenreformationszeit. Es bestand von 1614 bis 1796. Das Gebäude wird heute als Veranstaltungszentrum, Restaurant und Weinkolleg genutzt. Es liegt in Stein an der Donau (heute ein Stadtteil von Krems), außerhalb der Steiner Stadtmauern, etwa auf halbem Weg zur Altstadt von Krems.

## Geschichte
Nachdem Kaiser Matthias im Jahre 1612 den Kapuzinern die Errichtung eines Klosters zwischen Krems und Stein erlaubt hatte, begannen diese 1614 mit dem Bau nach Plänen von Mathias Piazolli.
Der dem Südtrakt vorgelagerte und östlich der Klosterpforte befindliche Baukörper mit Vorhalle auf zwei Säulen wurde 1638 als Kapelle für eine aus Prag gebrachte Muttergottes gestiftet, jedoch vorerst nicht ausgeführt. 1643 erfolgten drei Wunderheilungen um die Marienfigur und das dort fließende Heilwasser. Dem Erzherzog Leopold Wilhelm, Bischof von Passau, wurde ein Gesuch um Zustimmung zum Bau der Gnadenkapelle in Und vorgelegt, dafür waren 14.000 Gulden erforderlich. Leopold Wilhelm beauftragte Hof-Steinmetzmeister Pietro Maino Maderno, nach Piazolls Plan die Gnadenkapelle im Kapuzinerkloster Und bei Krems zu errichten.
Der Kremser Pfarrer Werner Haldenfeld nahm die Übertragung der Muttergottesstatue von der Klostermauer, wo diese seit 1614 verwahrt worden war, in die neue Gnadenkapelle vor.
Ein Brand am 30. April 1656 äscherte die Klosterkirche und das Konventsgebäude ein. Nach Wiederaufbau durch Domenico Sciassia und Weihe am 7. September 1659 durch den Domherrn von Olmütz, Weihbischof Johann Geiger, wurde tags darauf die Muttergottesstatue aus der kleinen Kapelle in die neu erbaute Kirche transferiert, deren Kirchenschiff an die Kapelle anschließt.
1796 wurde das Kloster aufgehoben. Der große Altar aus schwarzem Marmor wurde in die Stadtpfarrkirche St. Veit nach Krems verlegt und ist als Seitenaltar im linken Querschiff aufgebaut. Er erinnert an die angebliche Heilquelle Maria Bründl (Marienbrunnen).
Nach einer Renovierung in den 1980er Jahren wird das Gebäude heute als Veranstaltungszentrum und Restaurant genutzt.

## Ortsname
Der Name dürfte sich vom lateinischen Sancta Maria ad undas (Hl. Maria an den Wellen) herleiten, das auf die Lage des Klosters nahe der Donau (vor der Donauregulierung) anspielt. Vor Ort wird der Name Und scherzhaft gern damit erklärt, dass das Kloster zwischen Krems und Stein gelegen sei.
Und bildet noch heute einen Zählbezirk der Stadt Krems (Zählsprengel 010 und 011), umfasst etwa 260 Gebäude und 2.100 Einwohner.

## Kunst
- Deckenfresko von Daniel Gran aus dem Jahr 1756 (Kapelle, nach dem Brand)

## Fußnote
1. ↑  Stadtrundgang - Stadtpfarrkirche St. Veit, Pfarrplatz. Magistrat der Stadt Krems, archiviert vom Original (nicht mehr online verfügbar) am 17. Januar 2014.  Info: Der Archivlink wurde automatisch eingesetzt und noch nicht geprüft. Bitte prüfe Original- und Archivlink gemäß Anleitung und entferne dann diesen Hinweis.

Koordinaten: 48° 24′ 24″ N, 15° 35′ 27″ O